# Azotey
Azotey es uno de los 12 distritos que conforman el departamento de Concepción. Está situado sobre la ruta Nº 3, al sur del departamento.

## Historia
Azotey adquiere la categoría de distrito con la sanción de la ley 3.960 el 24 de diciembre de 2009,  desprendiéndose del distrito de Horqueta.

## Extensión y población
Este distrito cuenta con una extensión de 793 km². Dentro de ella están distribuidos 6700 habitantes aproximadamente, con una densidad poblacional de 11,7 hab/km².

## Red vial
Su zona urbana está estratégicamente ubicada sobre la Ruta 3 Gral. E. Aquino, lo que permite llegar a ella sin ninguna dificultad por camino completamente asfaltado. Está ubicada a 312 km de la capital del país, Asunción.
| Opción 1: Por Ruta 3 (312 km)        |        |           |
| Asunción-Cruce 6000                  | 169 km | Asfaltado |
| Cruce 6000-Azotey                    | 156 km | Asfaltado |
| Opción 2: Por la Ruta 2 y 3 (416 km) |        |           |
| Asunción-Oviedo                      | 169 km | Asfaltado |
| Oviedo-Cruce 6000                    | 104 km | Asfaltado |
| Cruce 6000-Azotey                    | 156 km | Asfaltado |